# Winfield Scott
Winfield Scott (Petersburg közelében, Dinwiddie megye, Virginia, 1786. június 13. – West Point, Orange megye, New York állam 1866. május 29.) amerikai altábornagy, diplomata és politikus.

## Katonai szerepe
A 19. század első felében őt tartották a legjelentősebb katonának, s a legtehetségesebb tisztnek az Egyesült Államokban, rögtön George Washington után és Ulysses S. Grant feltűnése előtt. Scott egy kivételes jelenség, aki, anélkül, hogy valaha tanult volna egy katonai akadémián vagy katonai továbbképzésben, ragyogó katonai parancsnok volt, s hatalmas katonai tehetség és egy kiterjedt önállóan megszerzett tudással rendelkezett a hadtörténelem és a katonai taktika terén. Winfield Scott 53 évet (1808-1861) szolgált az amerikai hadseregben. 47 éven át egyedül ő töltötte be a tábornoki rangot összesen 14 amerikai elnök idején, Thomas Jeffersontól Abraham Lincolnig, hosszabb ideig, mint bármely más tiszt vagy katona az Egyesült Államokban. Az amerikai történelemben ma is ő rendelkezik leghosszabb szolgálati idővel a parancsnoki beosztásban.
1841-1861-ig Winfield Scott volt az amerikai hadsereg parancsnoka. Legnagyobb érdeme a 19. század első felében az amerikai hadsereg modernizációja, a kicsi, rosszul felszerelt és gyengén irányított, túlzottan a politika uralma alatt álló, lazán szervezett milíciából hatékonyan szervezett, fegyelmezett, ütőképes hivatásos hadsereget alakított, s gondot fordított arra, hogy képzett szakemberek kerüljenek a tisztikarba. Fontosnak tartotta a tisztek és a legénység egységes képzését, mindehhez rendeleteket, szabályokat, előírásokat alkotott európai mintára, különös figyelemmel a francia modellre. Törekedett egy politika- és bürokráciamentes amerikai katonai közigazgatási apparátus megteremtésére. Kivált a haditengerészet volt erős, az amerikai polgárháborúig kezdett Nagy-Britannia versenytársává válni.
Scott kivételesen hosszú katonai karrierje alatt részt vett az Egyesült Államok minden jelentős katonai, politikai és diplomáciai eseményében és a döntések előkészítésében, amely jelzi az amerikai hadsereg fontos szerepét. Scott harcolt az 1812-es brit-amerikai háborúban, konfliktusokat tudott elhárítani diplomáciai úton az angolokkal, a kanadaiakkal, a belső konfliktusokat is kezelni tudta (szeminol háborúk), harcolt az amerikai-mexikói háborúban (1846-1848) és az amerikai polgárháború elején, 1861-ben Abraham Lincoln elnök segítségére sietett az Anakonda tervvel. 1852-ben indult az amerikai elnökválasztáson a Whig Párt színeiben, de legyőzte őt a Demokrata Párt színeiben induló Franklin Pierce. Scott mégis népszerű maradt, a legismertebb és leghíresebb tábornok Andrew Jackson, Jacob J. Brown és Zachary Taylor mellett.
Az Amerikai Egyesült Államok Kongresszusa is kitüntette őt, 1855-ben odaítélte neki az altábornagyi címet, ezt a rangot előtte 1798-ban George Washington, az Egyesült Államok első elnöke kapta meg, utána pedig Ulysses S. Grant, az amerikai polgárháború (1861-1865) győztes hadvezére. A polgárháború kezdetén Scott altábornagy már igen idős és beteges volt, de még mindig nagyon eleven eszű, megalkotta Lincoln elnök számára az Anakonda tervet: elgondolása szerint a lázadó déliek legyőzésére legalkalmasabb a tengeri és a szárazföldi blokád. Az ehhez vezető utat már nem dolgozta ki, de a polgárháború jeles hadi tengerészei (David Farragut, David Dixon Porter) s a szárazföldi seregeket vezető tisztek (Grant, William Tecumseh Sherman), megtalálták az oda vezető utat.

## Életútja

### Származása
Winfield Scott vezetékneve is (Scot=skót) sugallja, hogy ősei skót származásúak, még hozzá gazdag és tekintélyes emberek voltak, nagy birtokokkal az angol-skót határon, családfája 1120-ig vezethető vissza. A nagyapja 26 éves korában érkezett Virginiába, s Petersburg közelében telepedett le, otthonos volt a jogtudományokban, ismerte a görög, a római, a skót jog mellett az Egyesült Királyság joggyakorlatát is, ügyvédként tevékenykedett. 1746-ban a befolyásos virginiai Pegram család Sarah Elizabeth Pegram nevű lányát vette feleségül, ebből a házasságból hat gyermek született, akik közül a második legidősebb fiú William Scott (1747–1791) volt. William Scott 1767-ben nősült, felesége Ann Mason (1751–1803), Virginia leggazdagabb és legtekintélyesebb ültetvényes családjának lánya. Házasságukból nyolc gyermek született, köztük Winfield Scott, aki keresztnevét gazdag nagybácsijáról, Mason Winfield Scott-ról kapta. Winfield Scott apja, William Scott a virginiai milícia tagjaként hadnagyi rangban, majd a kontinentális hadsereg kapitányaként vett részt az amerikai függetlenségi háborúban (1776-1783).

### Tanulmányai

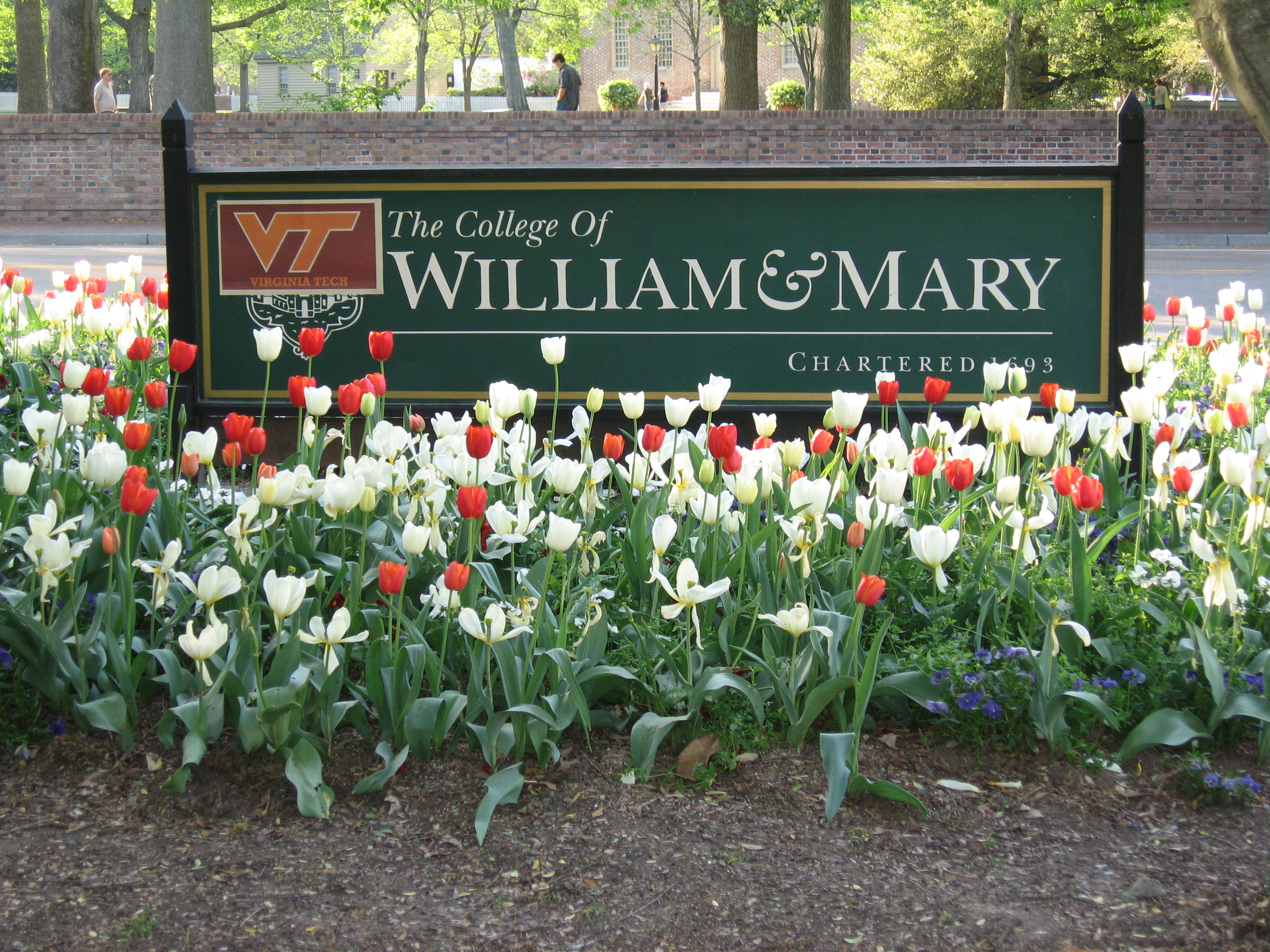
College of William & Mary (Williamsburg, Virginia), itt tanult Scott az 1805/1806-os tanévben

Viszonylag keveset tudunk Winfield Scott iskolai tanulmányairól. Gyermekkorában anyja tanította, a fiatal Scott igen szeretett olvasni, gyakran látogatta a család azon ismerőseit, akik nagy könyvtárral rendelkeztek, gyakran kért kölcsön könyveket például Dr. James Greenway fizikus könyvtárából. 1798-tól két éven át bentlakásos iskolában tanult (Williamsburg, Virginia). Anyja halála után, 1804-ben beíratták egy skót akadémiára, amely Richmondban (Vieginia) működött, itt megismerkedett az ókori klasszikus auktorok munkásságával, Arisztotelész, Caesar, Cicero, Hérodotosz, Homérosz, Livius, Ovidius, Pliniusz, Polübiosz, Tacitus stb. Folytatott metafizikai, retorikai, logikai, matematikai és közgazdaságtani tanulmányokat is, francia nyelven is megtanult, amely később fontos szerepet játszott életében a hadtörténelmi munkák tanulmányozása szempontjából.
19 éves korában beiratkozott a College of William & Mary (Williamsburg, Virginia) nevű felsőoktatási intézménybe, amely a Harvard Egyetem (Cambridge, Massachusetts) után a legrégibb egyetem az Egyesült Államok területén, 1693-ban alapították. Ebben az intézményben Scott főleg jogot tanult, nemzetközi- és polgári jogot is. Itt vett részt azokon az előadásokon és vitákon, amelyeket Sr. Henry St. George Tucker tartott az afroamerikai rabszolgaságról, mindez jelentősen befolyásolta későbbi politikai nézeteit és karrierjét. Később, 1861-ben Scott déli származása ellenére gondolkodás nélkül Abraham Lincoln unionista politikáját támogatta, helytelenítette a szecessziót, azaz a déli államok elszakadását az Egyesült Államoktól.
Scott ifjú korában folyamatosan nagy szerepet töltött be az olvasás, filozófusok és történészek műveit tanulmányozta, köztük Adam Smith, John Locke, Thomas Hobbes, Edward Gibbon, David Hume, költők és esszéírók alkotásait is olvasta, köztük William Shakespeare, John Milton, Joseph Addison és John Dryden, az írók és a regényírók közül Henry Fielding, Oliver Goldsmith, Washington Irving, James Fenimore Cooper és Sir Walter Scott munkáit olvasta, ez utóbbival az ő nagyapja, James Scott révén távoli rokonságban állt. Ezeken kívül őt nagyon érdekelték a tábornokok, mint Caius Iulius Caesar vagy Scipio Africanus élete, munkássága, politikai és katonai karrierje.
1806-ban Winfield Scott már belépett David Robertson ügyvédi irodájába (Petersburg, Illinois), ahol jogi gyakorlatot és jogi diplomát szerzett. Ugyanebben az ügyvédi irodában dolgozott Thomas Ruffin, akinek a testvére Edmund Ruffin (1794-1865) az 1861-65-ös amerikai polgárháborúban az Amerikai Konföderációs Államok oldalára állt.

### Szolgálata a virginiai milíciában és belépése a US hadseregbe
A 21 éves Winfield Scott 1807-ben belépett a virginiai milícia lovasságába, majd 1808-ban átvette őt az amerikai hadsereg tüzérségi kapitánynak. Scott fizikailag is jó felépítésű, magas férfi volt erős tudásszomjjal és gyors tanulási képességgel. Sokat tanulmányozta az európai katonai taktikát és stratégiát, a kampányok alatt is magával vitte a katonai klasszikus olvasmányokat, hamar kitűnt az ő katonai elméleti tudása az amatőrök által uralt amerikai hadseregben. Többször vitába keveredett felettesével, James Wilkinsonnal. Olykor le is fokozták, a későbbi években gyakran kritizálta a közpénzek kezelését, de mindez nem gyakorolt lényeges befolyást katonai karrierjére.

### Az 1812-es brit–amerikai háborúban

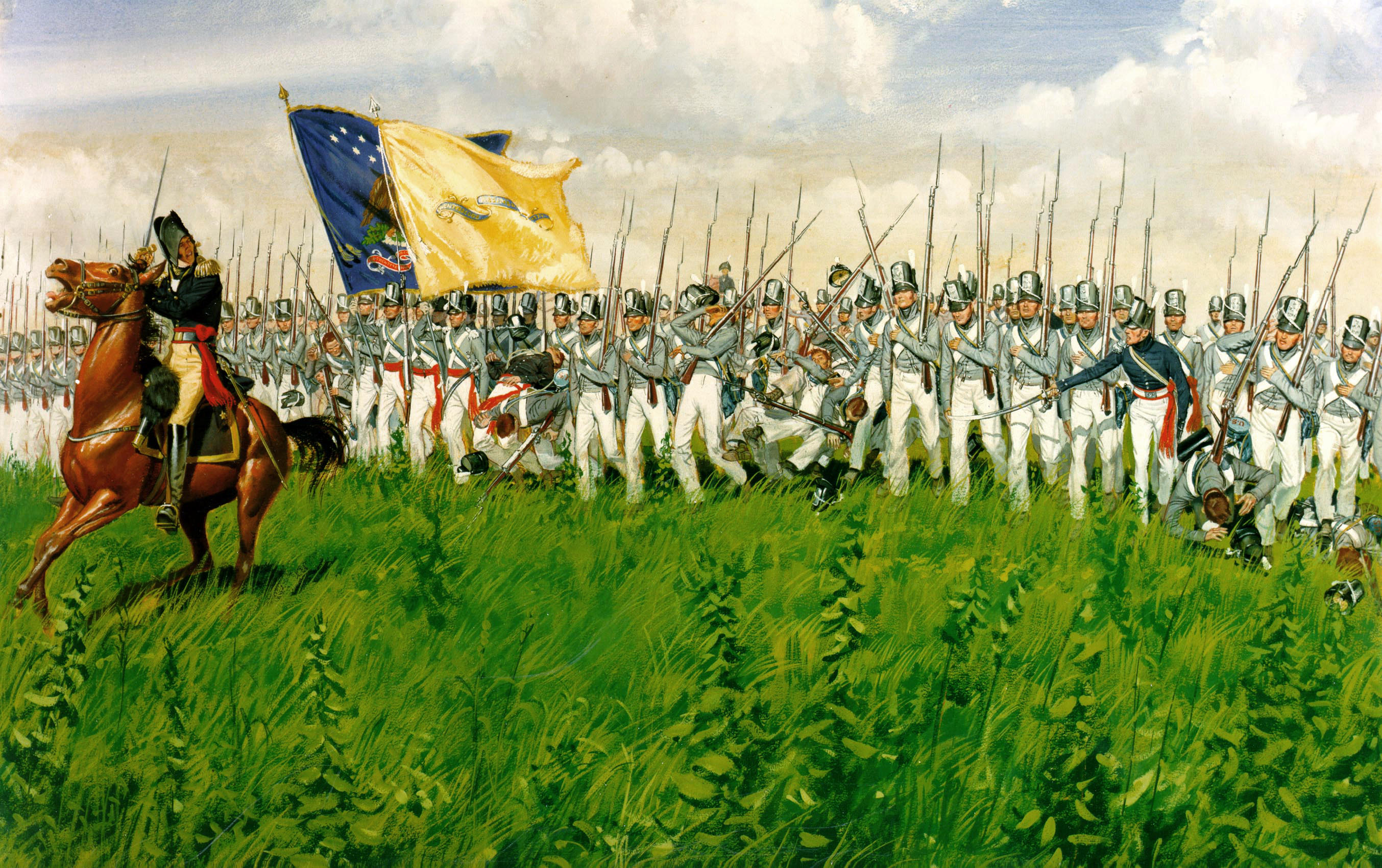
Chippawa csata, balra Scott lóháton dandárja élén

A brit-amerikai háború (1812-1815) kezdetén Scott alezredesi rangban harcolt, 1812. október 13-án a Queenston Heights csatában fogságba esett, 1813. januárban szabadult fogolycsere útján. 1813. márciusban az amerikai hadsereg parancsnoka Henry Dearborn lett. Scott a nyilvánosság előtt is éles kritikával illette "gyengeelméjű" tiszttársait és az amerikai stratégia egészét, amelyet a Niagara-félszigeten folytattak 1813-ban. A Niagara-kampányban vereséget szenvedtek az amerikaiak a számszerűen kisebb létszámú brit seregtől (Stoney Creek és Beaver Dams csaták).
James Madison elnök és környezete úgy találta 1813-ban, hogy Scott egy körültekintő és professzionális parancsnok nagy személyes bátorsággal, 1814. márciusban előléptették dandártábornokká. Scott lett a legfiatalabb parancsnok, Buffalo (New York állam) székhellyel vette át a dandárt, amelyben sok volt a beteg katona, gyakoriak voltak a szökések, egyáltalán nagyon rossz volt a közérzet. Scott sikeresen szervezte és képezte katonáit és tisztjeit. A katonák és a tisztek visszanyerték önbizalmukat. 1814. július 5-én a Chippawa csatában győztek az amerikaiak Jacob Brown, Winfield Scott, Peter Porter vezetésével. 
1814. július 25-én nagy véráldozatot követelő küzdelemben elvesztették a döntő Lundy Lane (Niagara Falls, Ontario) csatát, ebben a csatában Scott szinte teljes dandárjának katonái meghaltak, Scott maga is megsebesült, mire felgyógyult, vége lett a brit-amerikai háborúnak. Kritikákat kapott Scott a nagy véráldozat miatt, de végül inkább a hőst tisztelték benne. A brit-amerikai háború után erőfeszítéseket tett, hogy javítsa az amerikai katonák képzését és a tiszti kar professzionizmusát. Számos későbbi neves tiszt gyűjtött katonai tapasztalatokat Scott parancsnoksága alatt, köztük Robert E. Lee, 1861-ben őt tartotta Scott az amerikai hadsereg legkiválóbb tisztjének, s őt kérte fel arra, hogy az amerikai polgárháborúban legyen az unionisták parancsnoka, erre nem került sor, Rober E. Lee szülőföldjéhez húzott, s a konföderáció oldalára állt.

### Érvénytelenségi krízis (1832–33)
A vámtarifákat emelte az Egyesült Államok kormánya, több déli államban ez felháborodást váltott ki, saját államukra nézve érvényteleníteni akarták a tarifákat. Andrew Jackson elnök kiállt amellett, hogy a szövetségi kormány törvényei minden államra érvényesek, kivált Dél-Karolinában volt erős az ellenállás, elszakadással fenyegettek. Scott US hadseregének csapatai készen álltak arra, hogy véget vessenek az érvénytelenségi krízisnek. Végül Scott tapintatos diplomáciával, tárgyalások útján enyhítette a válságot 1832 elején és 1833-ban, amikor mint Jackson elnök küldötteként tartózkodott Dél-Karolinában.

### Indiánok elleni kampányok
Andrew Jackson elnöksége idején (1829-1837) Winfield Scott hadügyminisztersége alatt került sor újabb indián területek elfoglalására, háborúk útján vagy szerződésekkel szorították vissza az indiánokat egyre szűkebb területekre, mivel kellett a föld a telepeseknek. 1832-ben került sor a Black Hawk (=Fekete héja) elleni háborúra az Egyesült Államok keleti részén, a Mississippi folyam mentén. A Szeminol háborúk közül a második leghosszabb 1835-1842-ig tartott. Floridából sikerült kiűzni vagy megölni az indiánokat, illetőleg közép floridai rezervátumokba kényszeríteni őket.

### AROOSTOOK háború (1838–1839)
A feszültségek csökkentése érdekében Scott közvetítő szerepet vállalt Új-Brunswick (ma kanadai tartomány) és Maine állam (USA) közt, ez volt az úgynevezett AROOSTOOK háború (1838-1839), azaz "sertéshús és babháború", de ez már teljesen békés eszközökkel, a tárgyalások és a diplomácia útján rendeződött, s szerződéssel ért véget. A konfliktus onnan eredt, hogy az 1783-as párizsi szerződés, amely az amerikai függetlenségi háború végét jelentette, az nem határozta meg egyértelműen a határt Brit Észak Amerika (ma Kanada) és az Egyesült Államok közt, tehát nem lehetett tudni, hogy az Egyesült Államok vámtörvényei egész pontosan mely határnál érnek véget.

### Mexikói–amerikai háború (1846–1848)

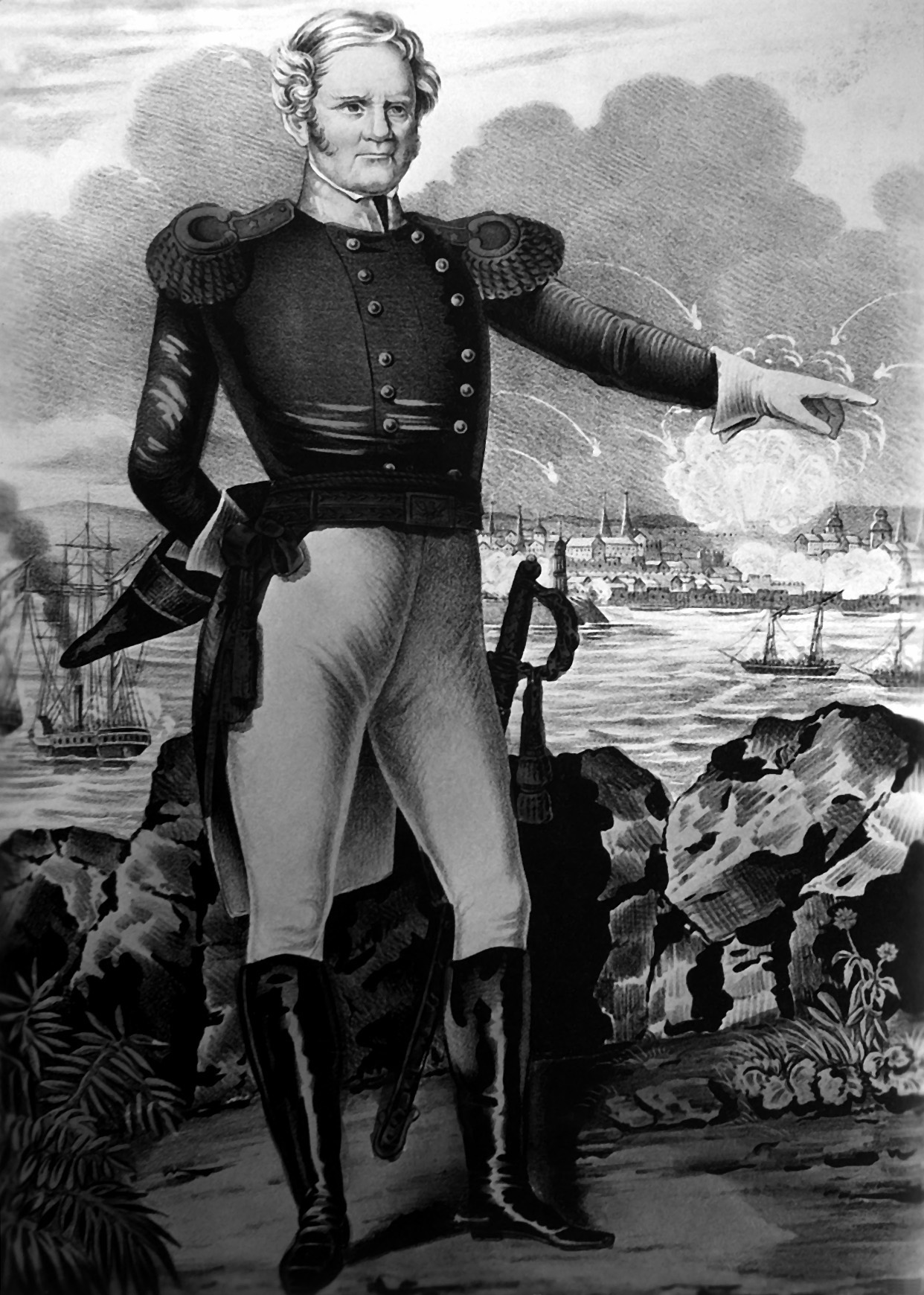
Scott a Veracruz-i csatában, 1847

1841-től Scott az amerikai hadsereg vezérőrnagya. Parancsnoksága alatt zajlott a mexikói-amerikai háború, az Egyesült Államok részéről e háborúnak területszerzési céljai voltak. Az amerikaiak levonultak Veracruz városhoz, 1847. március 27-én bevették. Scott ellenfele a mexikói kampányban a mexikói elnök és tábornok, Antonio López de Santa Anna. Scott seregei sorozatos győzelmeket arattak, Cerro Gordo melletti csatában 1847. április 18-án, majd augusztus 19-én és 20-án győztek a Contreras és Churubusco melletti csatákban, ez megnyitotta az amerikaiak számára az utat Mexikóváros felé. Tárgyalások kezdődtek, de a tárgyalások nem vezettek eredményre. Újabb véres csatákban, a Molino del Rey-nél szeptember 8-án, Chapultepecnél szeptember 13-án győztek az amerikaiak. Scott seregében teljesített szolgálatot a későbbi amerikai polgárháború (1861-1865) számos kiemelkedő tisztje, Robert E. Lee, Pierre GT Beauregard, George B. McClellan. George G. Meade, Ulysses S. Grant és Thomas J. Jackson.
Miután Santa Anna elhagyta Mexikóvárost, bevonultak az amerikaiak. Működésbe lépett az amerikaiak hadbírósága, egy csoport ír származású amerikait, akik a mexikói zászló alatt harcoltak, felakasztattak. Scott győzelmeit nagyra értékelte és kitüntette az amerikai kongresszus, a Whig Párt vegyes érzelmekkel fogadta, de végül kétszer is indítitta US elnökjelöltként, 1848-ban, majd 1852-ben. Scott egyik választást sem nyerte meg, de katonai tekintélyén ez mit sem változtatott.

### Az utolsó évek és az amerikai polgárháború
Az 1850-es évek végén Scottot gyakran „a hadsereg nagy öregje” (Grand Old Man of the Army) néven emlegették. 1859-ben újra határviták keletkeztek az Egyesült Államok és az Egyesült Királyság közt San Juan-szigetekkel kapcsolatban és egy elkóborolt kanadai sertés lelövése után kirobbant az úgynevezett Disznóháború, más néven sertés- és burgonyaháború. James Buchanan, az Egyesült Államok elnöke Scott vezérőrnagyot bízta meg a konfliktus békés rendezésével. Az 1859 júniusától októberéig tartó vértelen konfliktust Scott aktív közreműködésével sikerült az eldurvulás megelőzésével lezárni.
Az 1860-as elnökválasztási kampány legnagyobb részt a szecessziós fenyegetés jegyében telt. Scott októberben memorandumban figyelmeztette Buchanant, hogy legalább hét állam kiválásának lehetőségével kell számolni, ezért nagymértékű gyalogsági és tüzérségi átcsoportosítást javasolt a válságos területekre. Buchanan a nagymértékű politikai nézeteltérések miatt nem bízott Scottban és figyelmen kívül hagyta a javaslatokat. Lincoln novemberi győzelme után Scott a katonai körökből érkező vélemények és fenyegetések hallatán azt ajánlotta Lincolnnak, hogy beiktatása előtt vegye át a katonai főparancsnokságot. Ez sem következett be és az elsőként elszakadt hét állam 1861. február 22-én létrehozta az Amerikai Konföderációs Államokat.
Scott továbbra sem adta föl a reményt, hogy az ország békés eszközökkel újraegyesíthető. 1861. március 3-án a frissen felesküdött elnök külügyminiszterének, William H. Sewardnak olyan levelet juttatott el, melyet reménye szerint az elnök elé tárnak. Ebben Scott igyekezett arról meggyőzni a kabinetet, hogy noha az elszakadt államok katonai legyőzése lehetséges, az 2-3 évet venne igénybe, több mint százezer életet oltana ki és rémisztő rombolással járna. „Tizenöt elpusztított állam! ... melyet generációkon átívelően megtartani óriási helyőrségekkel és négyszer annyi kiadással járna, mint amennyi adóbevételt és illetéket ki lehetne sajtolni belőlük, melynek következménye protektorátus, vagy birodalom létrejötte lenne.” Egy ilyen konfliktus kitörésének elkerülése érdekében Scott sürgette, hogy Lincoln „tegye félre a pártmegfontolásokat és tegye magáévá a Mr. Crittenden által ajánlott békítő jellegű lépéseket.”
1861. április 12-én Fort Sumter bombázásával megkezdődött az amerikai polgárháború. Scott családilag a déli államokból származott, de ellenezte a szecessziót, azaz Dél elszakadását az Egyesült Államoktól, Scott hű maradt az Unióhoz. Haditervet dolgozott ki az Unió számára, az Anakonda tervet, amely Dél tengeri, vízi és szárazföldi blokádjára helyezte a hangsúlyt, nem gondolta, hogy az Unió hamar meg tudja nyerni a háborút, mint ahogyan azt számos északi tiszt remélte. Scott 1861. november 1-jén nyugalomba vonult, de a továbbiakban is gyakran megkereste őt Lincoln elnök hadi tanácskozás céljából. Scott 1864-ben kiadta emlékiratait. Nem sokkal 80. születésnapja előtt, 1866. május 29-én halt meg West Point-ban. A West Point-i temetőben nyugszik.

## Magyar vonatkozás
Scott tábornok együtt érzett a magyarok 1848–49-es forradalom és szabadságharcával, Scott is a be nem avatkozás híve volt. Számos szenátor és képviselő is meglátogatta Kossuth Lajost 1851 decemberi washingtoni tartózkodása idején, köztük Winfield Scott tábornok is, aki 1853 januárjában már a washingtoni szenátusban is szorgalmazta Magyarországra vonatkozóan a be nem avatkozás (non-intervention) melletti kiállást. Felszólított arra, hogy az amerikai nép tiltakozzon az ellen, hogy idegen állam vagy hatalom beavatkozzon más államok belügyeibe. Ebben a vonatkozásban Scott is túl optimista volt, akárcsak Kossuth Lajos. Természetesen nem kerülhetett arra sor, hogy az Amerikai Egyesült Államok kiálljon akár fegyveresen is Magyarország mellett. A levert szabadságharc menekültjeinek befogadásával is nagy segítséget nyújtott az USA, sok diplomáciai erőfeszítésbe került ez is. Természetesen ezt Scott belátta, Kossuthnak viszont csalódást okozott.

## Családja

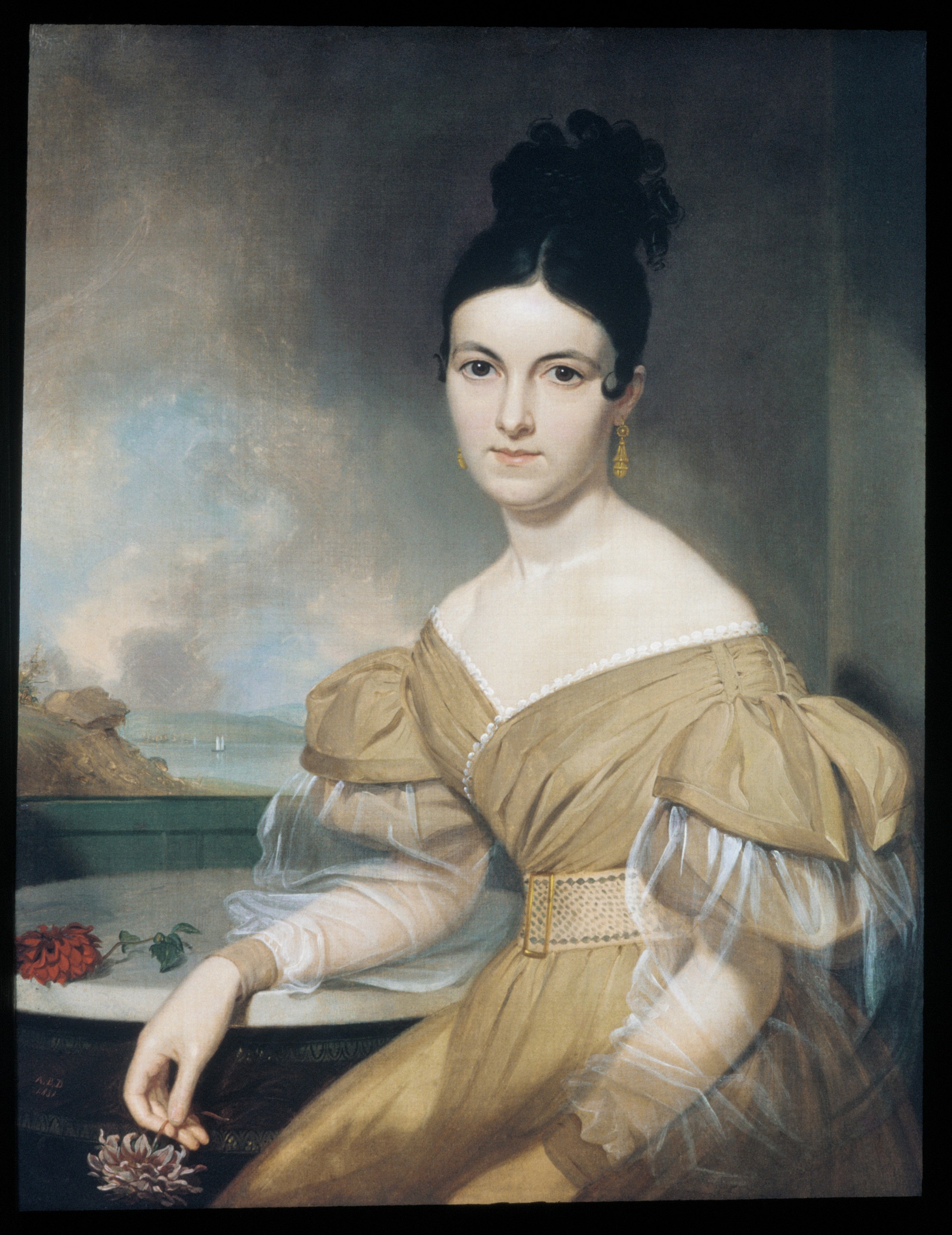
Scott felesége 1831 körül

1817-ben alapított családot, egy jól ismert és gazdag virginiai család leányát vette feleségül, ő volt Maria D. Mayo (1789–1862). Házasságukból hét gyermek született, kik közül négy már csecsemőkorában meghalt. (A korszakban a gyermekek halálozási aránya magas volt.) Gyermekeik, akik túlélték a szülőket: Cornelia (1825–1885); Adeline Camilla (1831–1882); Marcella (1834–1909).

## Fordítás
Ez a szócikk részben vagy egészben  a   Winfield Scott című német Wikipédia-szócikk fordításán alapul.  Az eredeti cikk szerkesztőit annak laptörténete sorolja fel. Ez a jelzés csupán a megfogalmazás eredetét és a szerzői jogokat jelzi, nem szolgál a cikkben szereplő információk forrásmegjelöléseként.